# Bantleon Institutional Investing
Bantleon Institutional Investing ist ein spezialisierter Asset-Manager mit Sitz in Zürich in der Schweiz und eigener Kapitalverwaltungsgesellschaft in Deutschland.

## Unternehmensprofil
Bantleon ist ein Anbieter für konjunkturbasiertes und regelbasiertes Asset Management sowie Master-KVG-Dienstleistungen. Mit rund 150 Mitarbeitern an den Standorten in Deutschland und der Schweiz verwaltet Bantleon rund 25 Mrd. Euro in Publikums- und Spezialfonds (AuM). Das insgesamt betreute Vermögen (AuA) beträgt rund 41 Mrd. Euro. Zu den Kunden zählen Versicherungen, Industrieunternehmen, Altersvorsorgeeinrichtungen, Banken, Sparkassen, Family Offices und Vertriebspartner aus dem deutschsprachigen Raum, Italien und Spanien.

## Geschichte
Bantleon wurde im Dezember 1991 in Hannover von Jörg Bantleon als Spezialist für sicherheitsorientierte Anleihenportfolios mit Fokus auf institutionelle Kapitalanlagen gegründet. Die angebotenen Anlagestrategien beziehen sich auf die Segmente Anleihen, Aktien, Multi-Asset und alternative Anlagen.